# زیردریایی یو-۵۸۹
زیردریایی یو-۵۸۹ (به انگلیسی: German submarine U-589) یک زیردریایی بود که طول آن ۶۷٫۱ متر (۲۲۰ فوت ۲ اینچ) بود. این زیردریایی در سال ۱۹۴۱ ساخته شد.